# Тодор Митев
Тодор „Точо“ Митев е български анархист. Лекар по професия, той е известен и с прякора доктор Митев.

## Биография Живот
Роден на 26 март 1926 г., Митев се присъединява към анархисткото движение през 1947 г. Преследван у дома заради политическата си дейност, през 1950 г. преминава границата с Титова Югославия, където е затворен за известно време. След това се отправя към Италия, докато накрая се установява във Франция, където се присъединява към колегите български анархисти в изгнание. Завършва медицинското си образование във Франция, което е започнал в родната си страна.
Той си сътрудничи с анархокомунистическото списание Noir et Rouge до неговото разпускане, като е част от редакционния му екип. Той е член на анархистката федерация Grups Anarquistes d'Acció Revolucionària. Той поддържа връзка и с българските анархисти в изгнание. Заедно с Никола Тенджерков те издават актуалното списание за източноевропейските страни „Изток“.
Николай Трифон, емигрант във Франция от 1977 г., редактор в свободолюбивото списание „Изток“, основано през 1975 г. от български анархисти, живеещи в изгнание във Франция като Никола Тенджерков и др. Там пишат и други анархисти-бежанци от страните зад Желязната завеса.
Тодор Митев почива във Франция на 17 август 2002 г., страдайки от рак на мозъка.

## Издания
- Христо Ботев и неговото време, 1954 г., публикуван от автора през 1993 г.[2]